# Synagoge Újpest (Budapest)

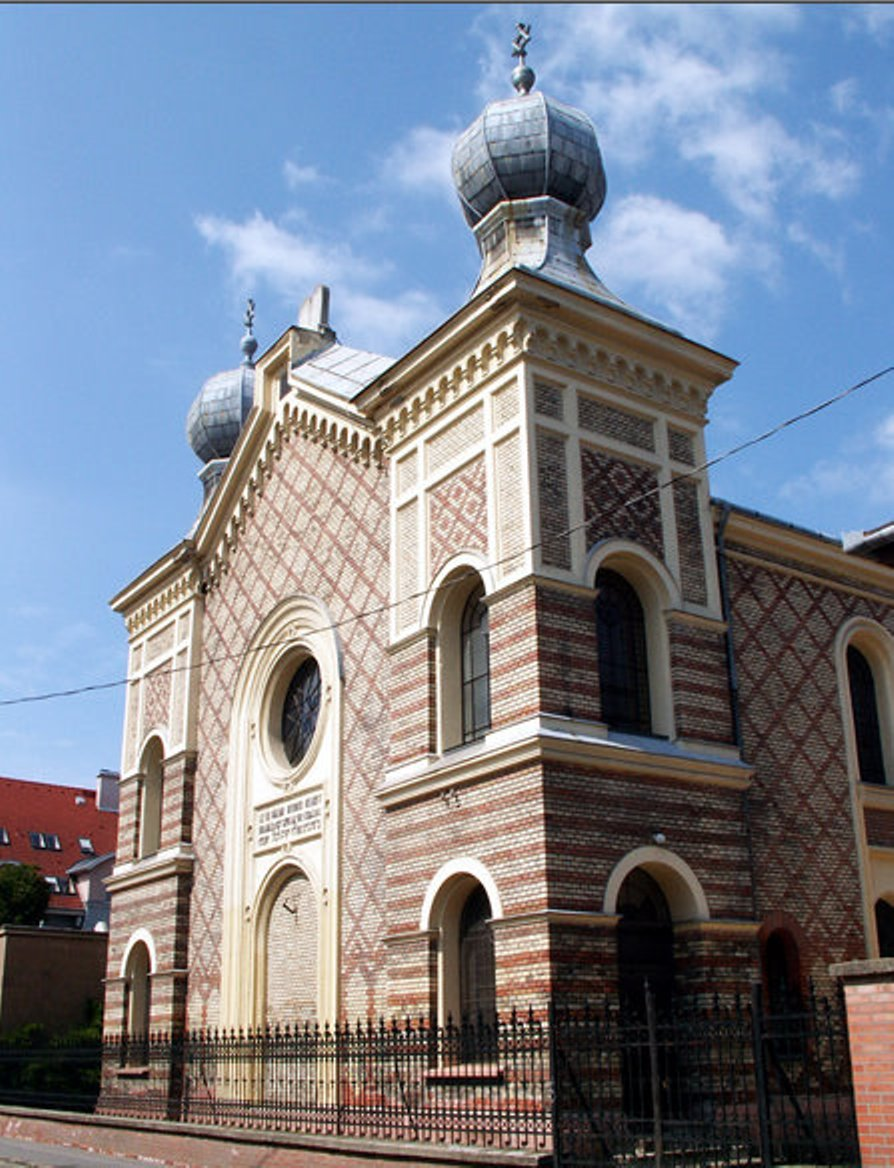
Synagoge in Újpest

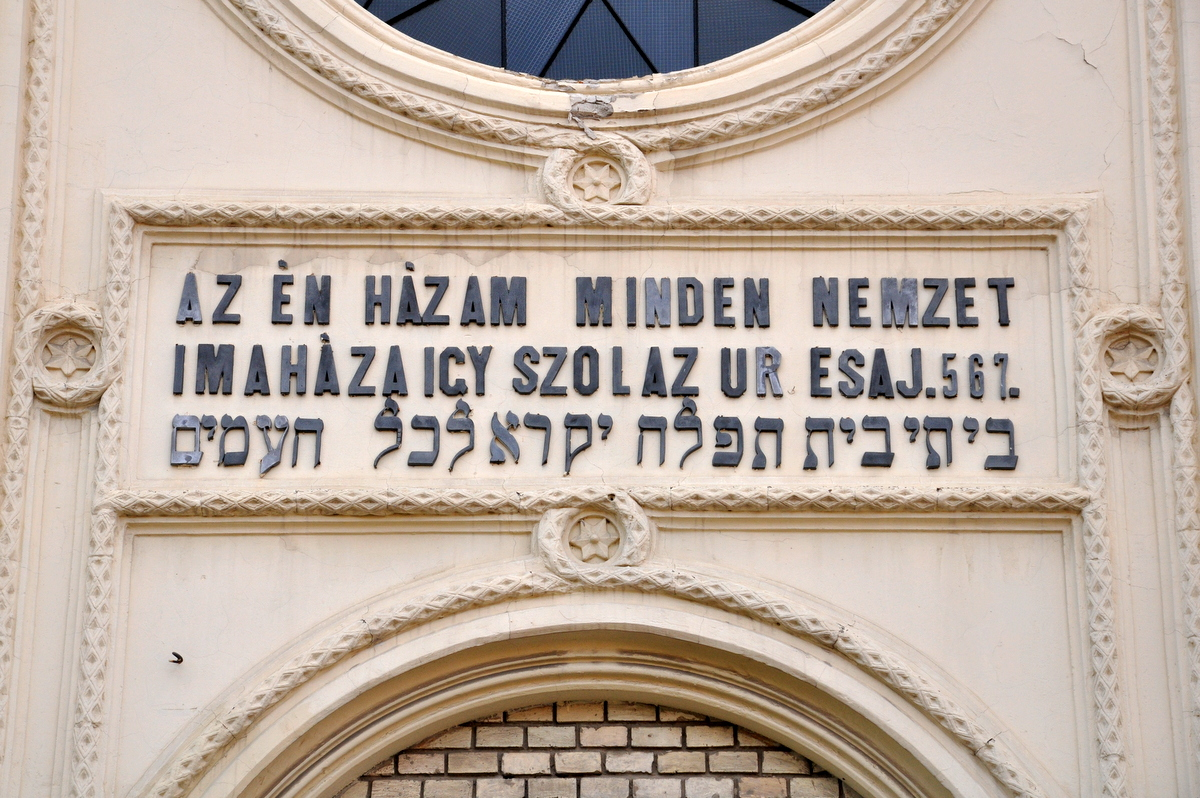
Inschrift über dem Portal

Die Synagoge in Újpest, dem IV. Bezirk der ungarischen Hauptstadt Budapest, wurde 1885/86 errichtet. Die Synagoge mit der Adresse Gergely-Berzeviczy-Straße 6 ist ein geschütztes Kulturdenkmal.
Die neologe Synagoge im Stil des Historismus wurde vermutlich nach Plänen des Architekten Jakob Gartner errichtet.